# Донімеж (Поморське воєводство)
Донімеж (пол. Donimierz) — село в Польщі, у гміні Шемуд Вейгеровського повіту Поморського воєводства.
Населення — 728 осіб (2011).
У 1975-1998 роках село належало до Гданського воєводства.

## Демографія
Демографічна структура станом на 31 березня 2011 року:
|          | Загалом | Допрацездатний вік | Працездатний вік | Постпрацездатний вік |
| -------- | ------- | ------------------ | ---------------- | -------------------- |
| Чоловіки | 374     | 114                | 232              | 28                   |
| Жінки    | 354     | 98                 | 205              | 51                   |
| Разом    | 728     | 212                | 437              | 79                   |